# Lasioglossum subsemilucens
Lasioglossum subsemilucens là một loài Hymenoptera trong họ Halictidae. Loài này được Blüthgen mô tả khoa học năm 1934.